# Saint-Blaise-la-Roche
Pour les articles homonymes, voir Saint-Blaise et La Roche.
Saint-Blaise-la-Roche est une commune française située dans la circonscription administrative du Bas-Rhin, en Alsace, et, depuis le 1er janvier 2021, dans le territoire de la Collectivité européenne d'Alsace, en région Grand Est.
Cette commune se trouve dans la région historique et culturelle d'Alsace.

## Géographie

### Localisation
Le village, qui se trouve à 435 m d’altitude, est situé dans la haute vallée de la Bruche à la jonction des rivières Bruche et de la Climontaine à 50 km de Strasbourg.
Les communes limitrophes sont Blancherupt, Colroy-la-Roche, Fouday, Plaine et Saulxures.
| Plaine    |                       | Fouday      |
|           | Saint-Blaise-la-Roche | Blancherupt |
| Saulxures | Colroy-la-Roche       |             |

### Hydrographie
La commune est dans le bassin versant du Rhin au sein du bassin Rhin-Meuse. Elle est drainée par la Bruche et le ruisseau Climontaine,.
La Bruche, d'une longueur de 77 km, prend sa source dans la commune de Urbeis et se jette  dans l'Ill à Strasbourg, après avoir traversé 37 communes. 

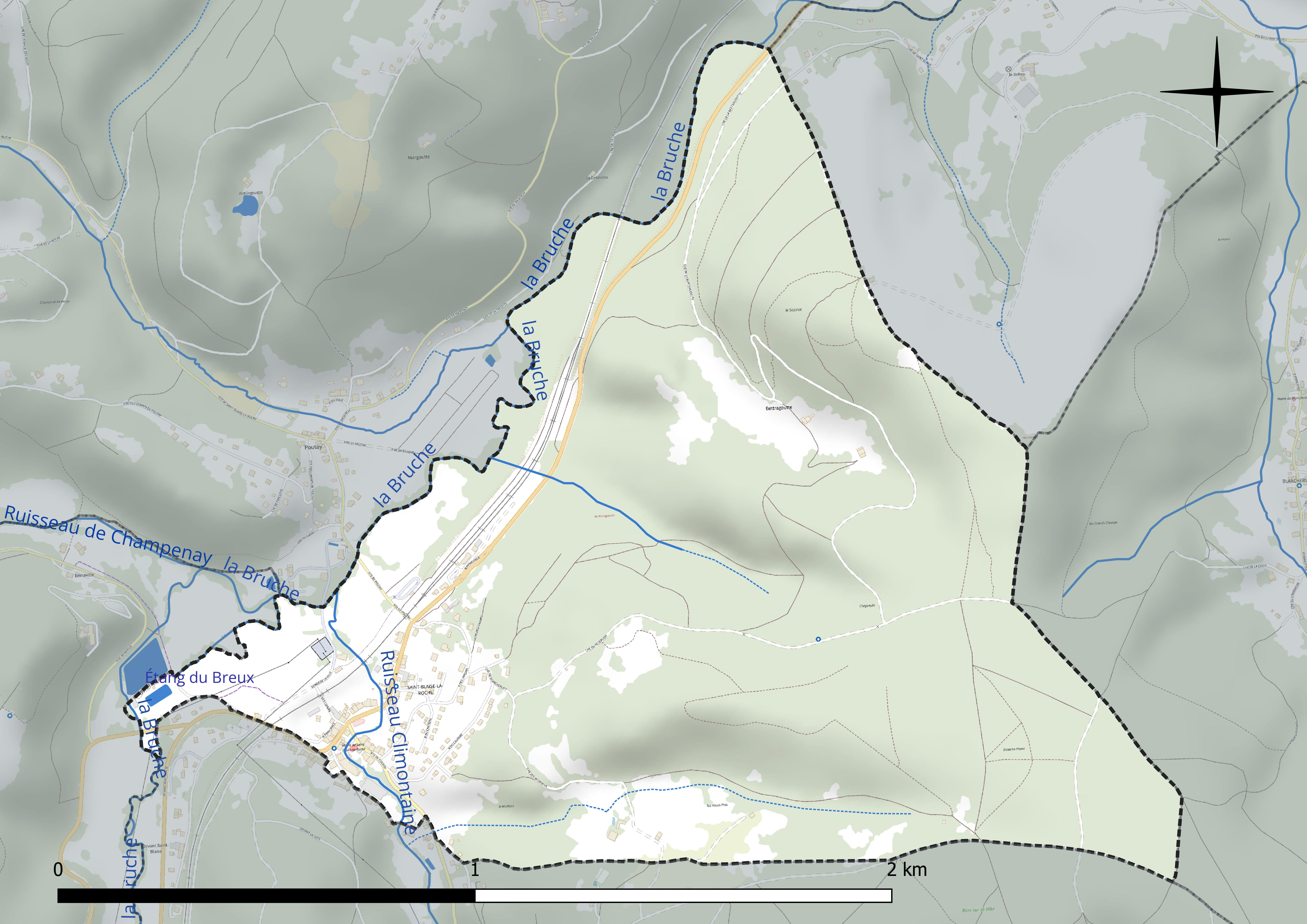
Réseau hydrographique de Saint-Blaise-la-Roche.

### Climat
Pour des articles plus généraux, voir Climat du Grand Est et Climat du Bas-Rhin.
En 2010, le climat de la commune est de type climat de montagne, selon une étude du Centre national de la recherche scientifique s'appuyant sur une série de données couvrant la période 1971-2000. En 2020, Météo-France publie une typologie des climats de la France métropolitaine dans laquelle la commune est exposée à un climat semi-continental et est dans la région climatique  Vosges, caractérisée par une pluviométrie très élevée (1 500 à 2 000 mm/an) en toutes saisons et un hiver rude (moins de 1 °C). 
Pour la période 1971-2000, la température annuelle moyenne est de 9,2 °C, avec une amplitude thermique annuelle de 16,7 °C. Le cumul annuel moyen de précipitations est de 1 113 mm, avec 12,5 jours de précipitations en janvier et 10,7 jours en juillet. Pour la période 1991-2020, la température moyenne annuelle observée sur la station météorologique de Météo-France la plus proche, « Belmont », sur la commune de Belmont à 5 km à vol d'oiseau, est de 7,0 °C et le cumul annuel moyen de précipitations est de 1 341,9 mm. 
La température maximale relevée sur cette station est de 30,9 °C, atteinte le 5 juillet 2015 ; la température minimale est de −20,3 °C, atteinte le 20 décembre 2009,,. 
Les paramètres climatiques de la commune ont été estimés pour le milieu du siècle (2041-2070) selon différents scénarios d'émission de gaz à effet de serre à partir des nouvelles projections climatiques de référence DRIAS-2020. Ils sont consultables sur un site dédié publié par Météo-France en novembre 2022.

## Urbanisme

### Typologie
Au 1er janvier 2024, Saint-Blaise-la-Roche est catégorisée commune rurale à habitat dispersé, selon la nouvelle grille communale de densité à sept niveaux définie par l'Insee en 2022.
Elle est située hors unité urbaine. Par ailleurs la commune fait partie de l'aire d'attraction de Strasbourg (partie française), dont elle est une commune de la couronne,. Cette aire, qui regroupe 268 communes, est catégorisée dans les aires de 700 000 habitants ou plus (hors Paris),.

### Occupation des sols
L'occupation des sols de la commune, telle qu'elle ressort de la base de données européenne d’occupation biophysique des sols Corine Land Cover (CLC), est marquée par l'importance des forêts et milieux semi-naturels (62,1 % en 2018), en diminution par rapport à 1990 (75,7 %). La répartition détaillée en 2018 est la suivante : forêts (62,1 %), prairies (14,6 %), zones agricoles hétérogènes (13,6 %), zones urbanisées (9,7 %). L'évolution de l’occupation des sols de la commune et de ses infrastructures peut être observée sur les différentes représentations cartographiques du territoire : la carte de Cassini (XVIIIe siècle), la carte d'état-major (1820-1866) et les cartes ou photos aériennes de l'IGN pour la période actuelle (1950 à aujourd'hui).

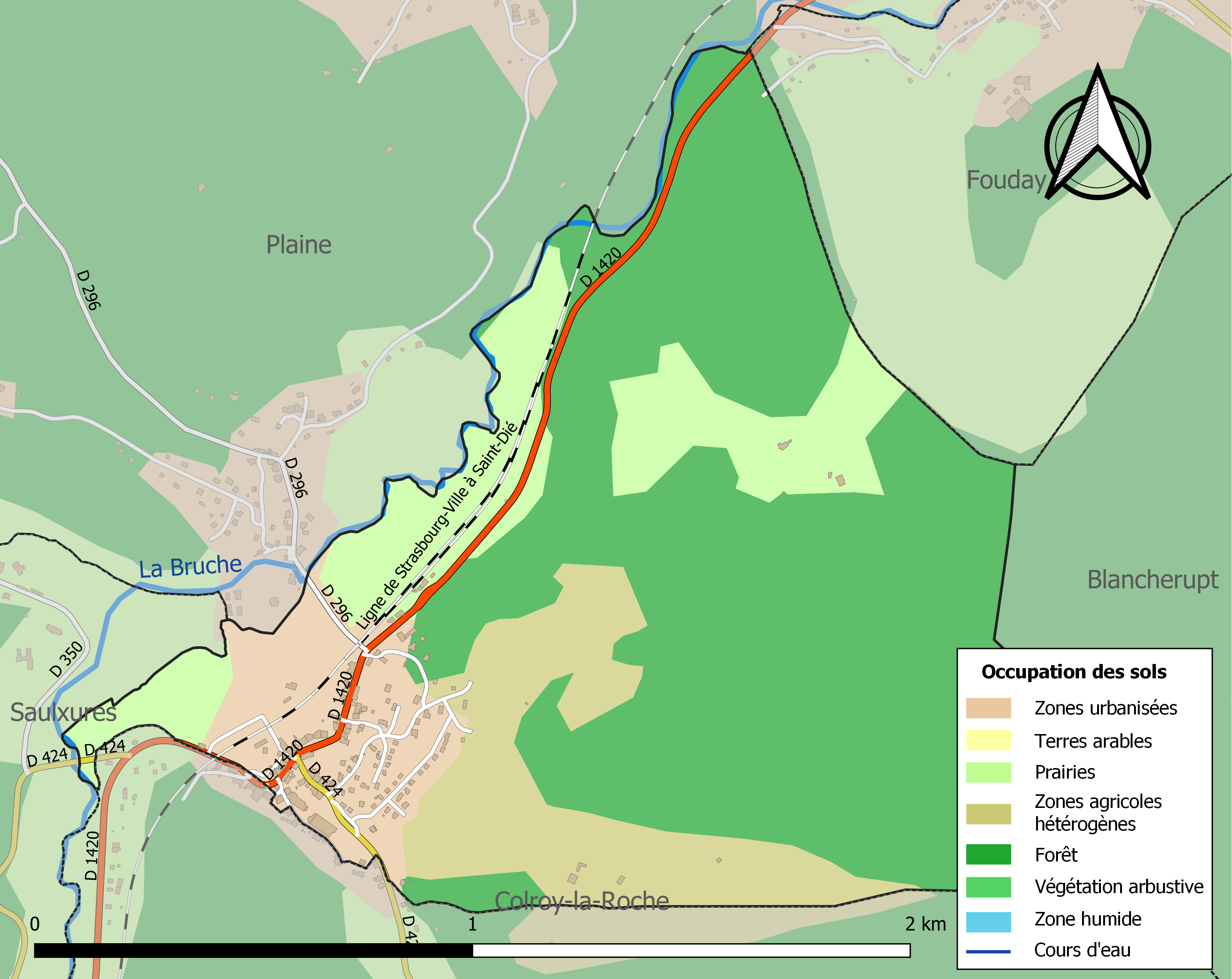
Carte des infrastructures et de l'occupation des sols de la commune en 2018 (CLC).

## Toponymie
Le nom médiéval attribué par les fonctionnaires des différents seigneurs ne paraît pas s’inspirer de la tradition orale. Cité le plus souvent dans les textes de langue germanique sous les formes Hiltbestgerute en 1371, Hiltewösgerute en 1413, et Helmsgereuth au XVIIe siècle, on trouve déjà Saint Blaise en 1621 dans les textes de langue française. Le nom actuel est selon toute vraisemblance issu de celui du patron de l’église du lieu San Blasy en 1489. En dialecte lorrain, le nom se prononce Saint Biè’r. En allemand : Sankt Blasius.

## Histoire
Le village apparaît dans les textes en 1284 sous le nom de Hiltwinsgerüte en allemand et de S. Blasius ad rupem. Il s’agit d’un alleu appartenant à la famille d’Andlau. Eberhart d'Andlau le cède en 1371 (avec l’annexe de Blancherupt) à Dietrich de Rathsamhausen zum Stein pour 150 pfund pfennig, monnaie de Strasbourg, qui l’incorpore à la seigneurie du Ban de la Roche. Un découpage paroissial attribua à Saint-Blaise, chef-lieu de paroisse, les habitats situés sur la rive gauche de la rivière Chirgoutte, Bellefosse et une partie de Fouday, en plus de Blancherupt. Un prêtre, attesté en 1489, y résidait en permanence. Les deux villages sont ensuite cédés en fief à l'évêché de Strasbourg en 1507, les Rathsamhausen restant propriétaires féodaux.
Les Rathsamhausen édifient vers l'année 1570 un château résidentiel (Schloss). En 1578, le village totalise 36 feux, c'est le plus peuplé de la seigneurie du Ban de la Roche dont il fait partie jusqu'en 1584. À cette date, le Ban de la Roche est vendu au comte Georg Hans de Veldenz, seigneur de La Petite Pierre (Lutzelstein). Saint Blaise et Blancherupt, qui ne sont pas territoire impérial, sont écartés de la vente. En 1753, on pouvait encore voir dans l'ancienne église (remplacée par une nouvelle en 1849) des fresques représentant des nobles de Bollweiler avec les millésimes 1617 et 1618. Une pierre tombale de la famille d'Andlau s'y trouvait également.
Les deux villages sont vendus par Samson de Rathsamhausen zum Stein le 26 mai 1604 pour 150 pfund pfennig, monnaie de Strasbourg, à Rodolphe de Bollweiler, avec le consentement du cardinal Charles de Lorraine, évêque de Strasbourg. Rodolphe de Bollweiler en investit Nicolas de Weilersberg après 1621, puis le comte Hans Ernst de Fugger. Il parvient finalement par héritage à Georg Friedrich d’Andlau dont la famille le conserve jusqu’à la Révolution. La guerre de Trente Ans (1618-1648) ruine le village et le château, lequel ne sera plus reconstruit (château disparu).
La commune porta, au cours de la période révolutionnaire de la Convention nationale (1792-1795), le nom de La Roche-Blaise.
Intégré au département des Vosges, il revient alors à l’Empire allemand de Guillaume II en 1871, avant d'être définitivement rattaché au Bas-Rhin en 1919 par le traité de Versailles.
Le 14 août 1914, lors du combat de Saint-Blaise-la-Roche le 1er bataillon de chasseurs à pied s’empare du drapeau du 4e bataillon du 132e régiment d'infanterie allemand,.

## Politique et administration

### Liste des maires
| Période                                  | Période                   | Identité                                     | Étiquette | Qualité |
| ---------------------------------------- | ------------------------- | -------------------------------------------- | --------- | ------- |
| Les données manquantes sont à compléter. |                           |                                              |           |         |
| avant 1995                               | ?                         | Marcel Bechtold                              | DVD       |         |
| mars 2001                                | 2014                      | Bernard Enclos                               |           |         |
| 2014                                     | En cours (au 31 mai 2020) | Gérard Desaga Réélu pour le mandat 2020-2026 |           |         |

## Population et société

### Démographie
L'évolution du nombre d'habitants est connue à travers les recensements de la population effectués dans la commune depuis 1793. Pour les communes de moins de 10 000 habitants, une enquête de recensement portant sur toute la population est réalisée tous les cinq ans, les populations de référence des années intermédiaires étant quant à elles estimées par interpolation ou extrapolation. Pour la commune, le premier recensement exhaustif entrant dans le cadre du nouveau dispositif a été réalisé en 2007.

En 2022, la commune comptait 243 habitants, en évolution de +4,29 % par rapport à 2016 (Bas-Rhin : +3,17 %, France hors Mayotte : +2,11 %).
| 1793 | 1800 | 1806 | 1821 | 1831 | 1836 | 1841 | 1846 | 1851 |
| ---- | ---- | ---- | ---- | ---- | ---- | ---- | ---- | ---- |
| 190  | 181  | 224  | 245  | 374  | 360  | 400  | 384  | 351  |

| 1856 | 1861 | 1866 | 1871 | 1875 | 1880 | 1885 | 1890 | 1895 |
| ---- | ---- | ---- | ---- | ---- | ---- | ---- | ---- | ---- |
| 353  | 341  | 331  | 331  | 293  | 248  | 237  | 239  | 235  |

| 1900 | 1905 | 1910 | 1921 | 1926 | 1931 | 1936 | 1946 | 1954 |
| ---- | ---- | ---- | ---- | ---- | ---- | ---- | ---- | ---- |
| 251  | 281  | 296  | 296  | 341  | 266  | 243  | 221  | 231  |

| 1962 | 1968 | 1975 | 1982 | 1990 | 1999 | 2006 | 2007 | 2012 |
| ---- | ---- | ---- | ---- | ---- | ---- | ---- | ---- | ---- |
| 243  | 270  | 236  | 245  | 260  | 252  | 231  | 228  | 238  |

| 2017 | 2022 | - | - | - | - | - | - | - |
| ---- | ---- | - | - | - | - | - | - | - |
| 228  | 243  | - | - | - | - | - | - | - |

## Culture locale et patrimoine

### Lieux et monuments
- Église Saint-Blaise construite en 1849, en remplacement de la chapelle médiévale trop petite.

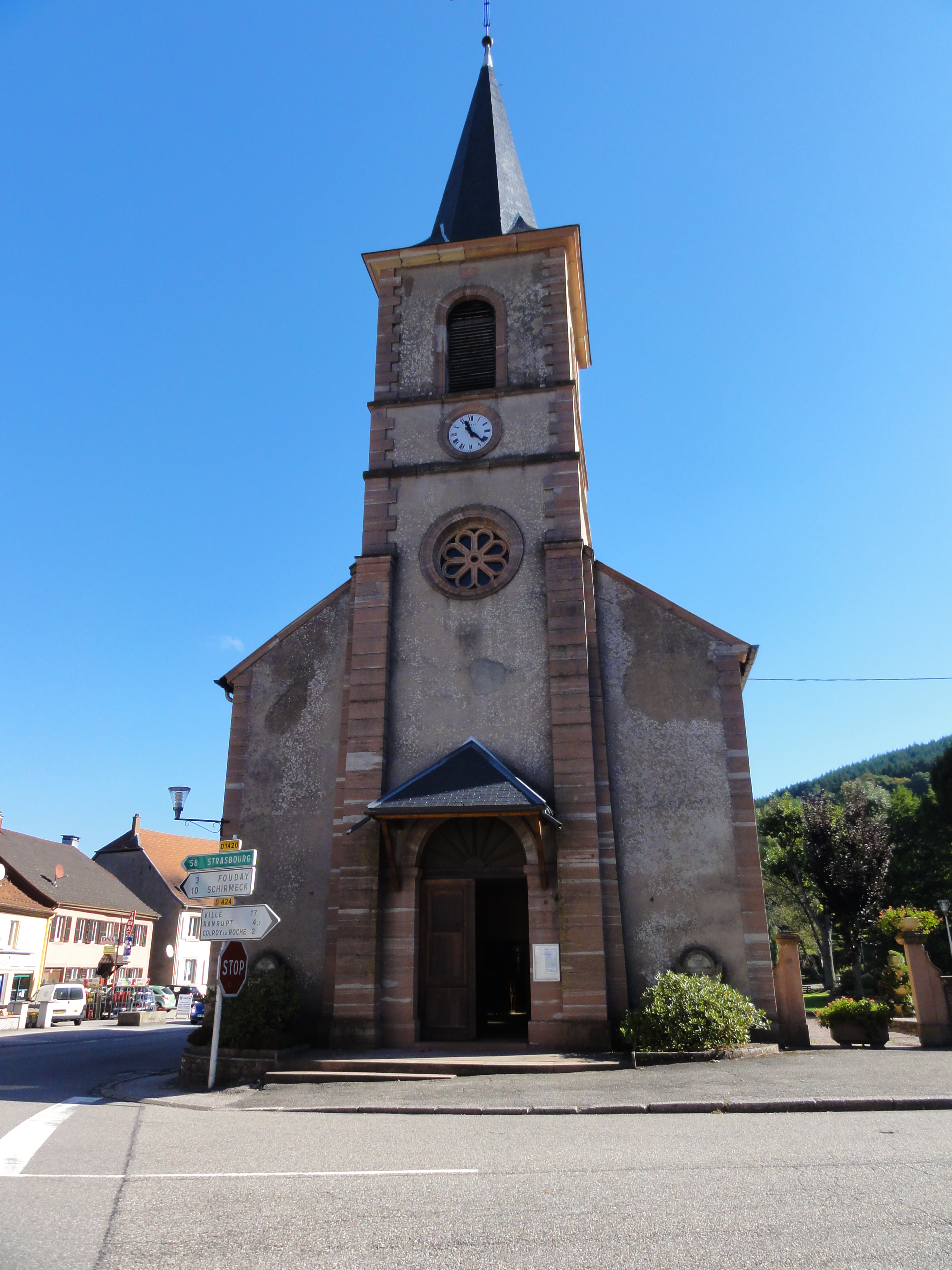
Église Saint-Blaise.
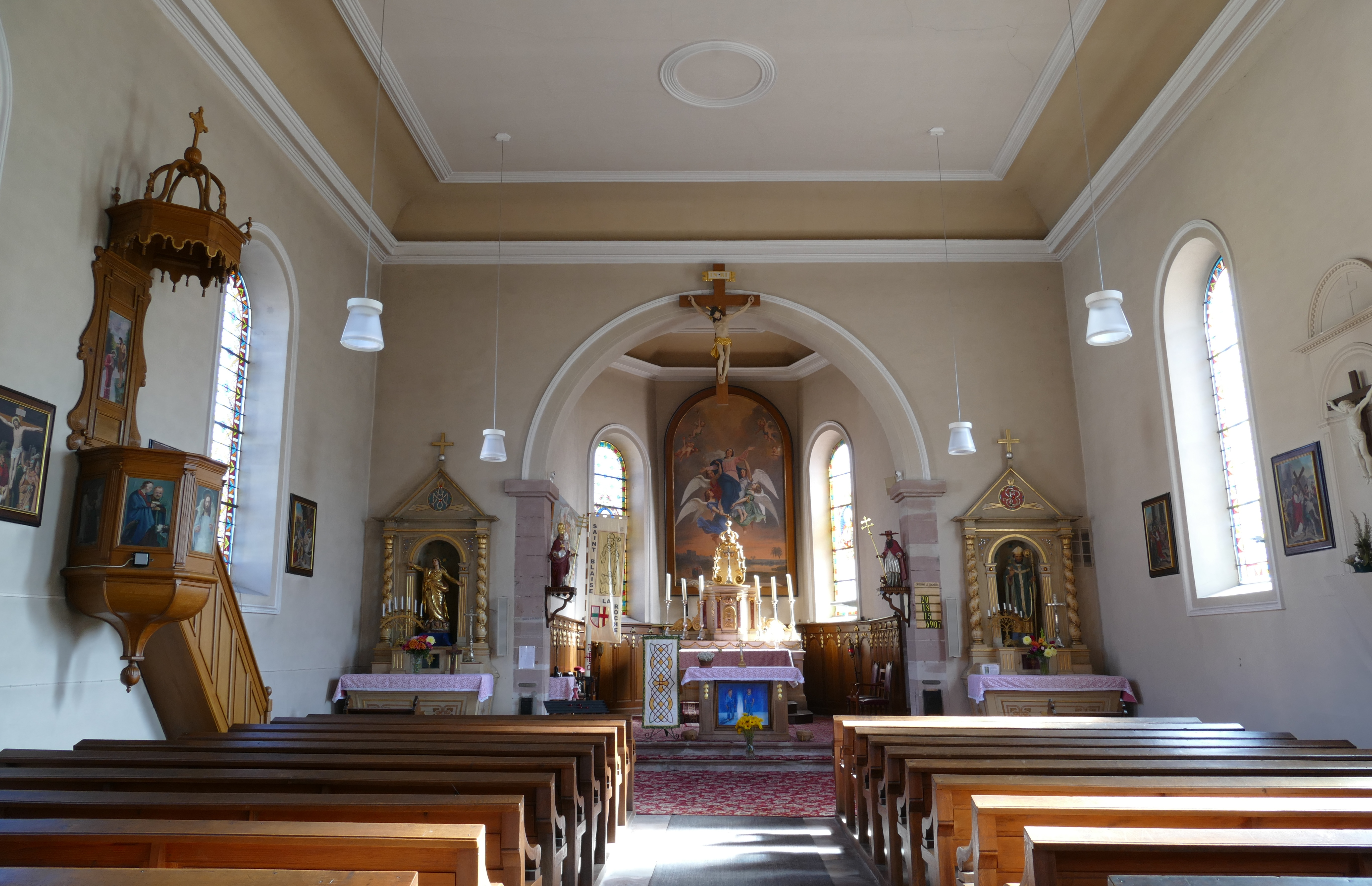
Vue intérieure de la nef vers le chœur.
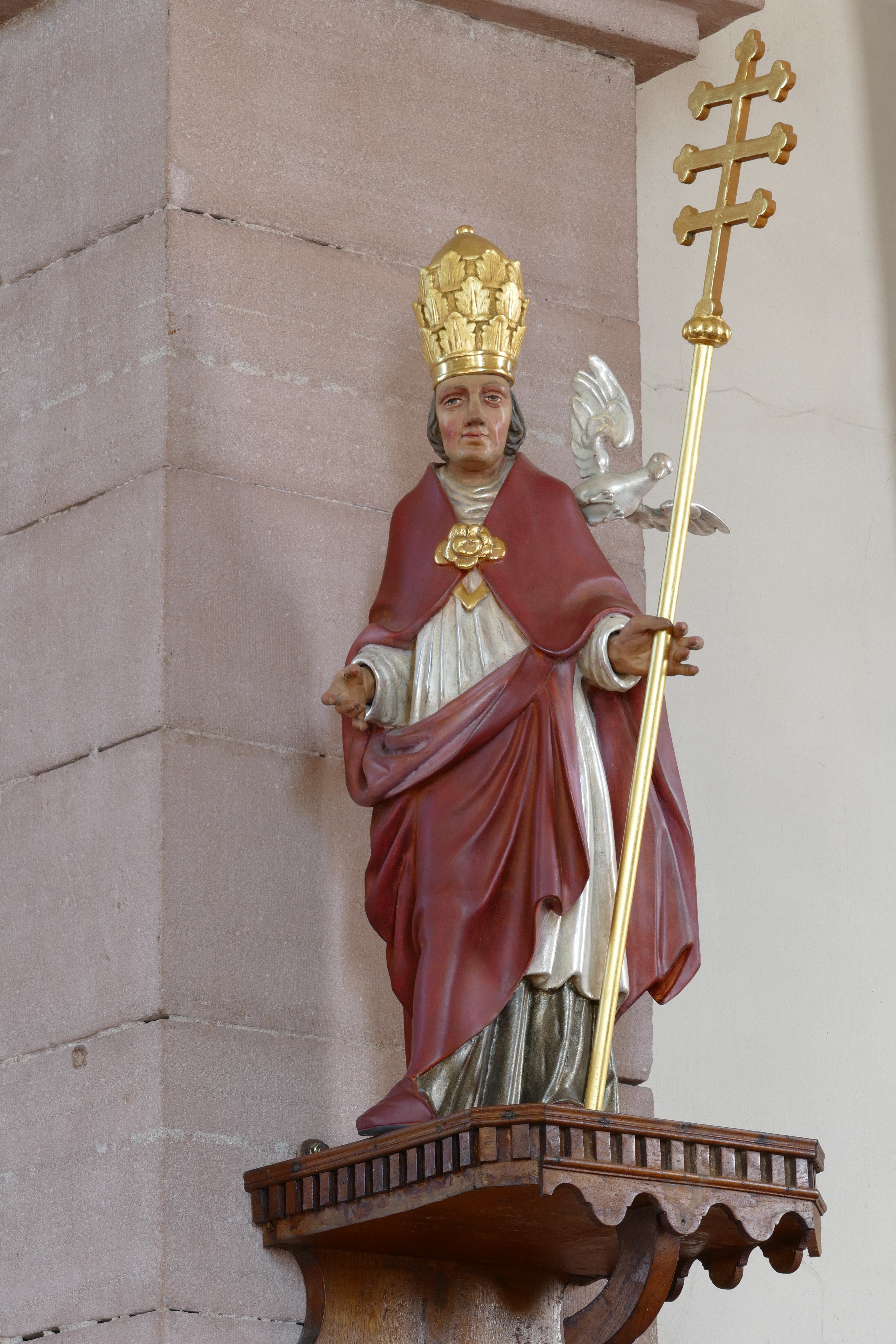
Statue de saint Grégoire (XVIIe-XVIIIe).
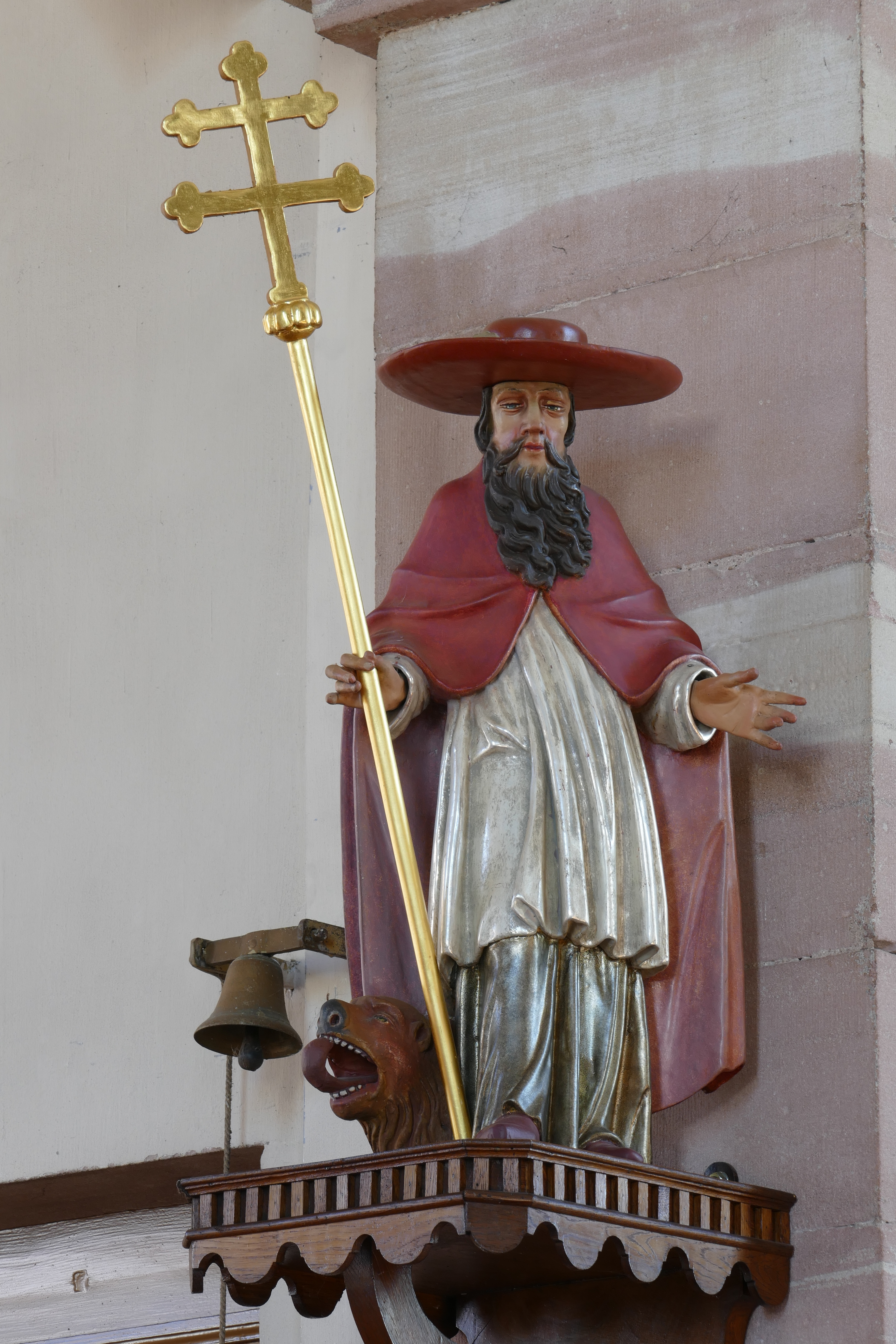
Statue de saint Jérôme (XVIIe-XVIIIe).
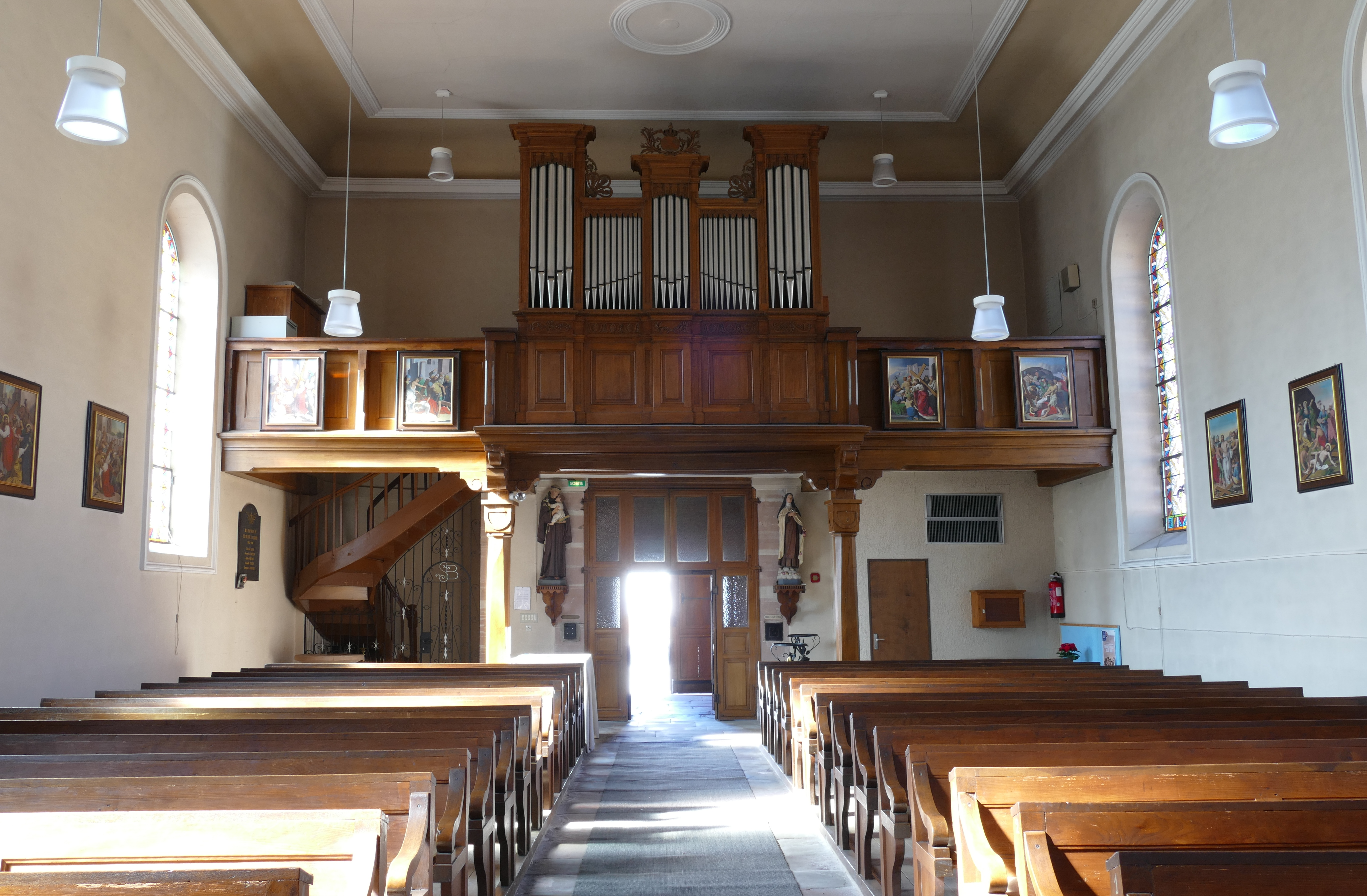
Vue intérieure de la nef vers la tribune d'orgue.

- Le pont de chemin de fer est l’un des nombreux ouvrages d’art réalisés pour la percée des Vosges sous Raymond Poincaré.
- Gare de Saint-Blaise-La Roche-Poutay.

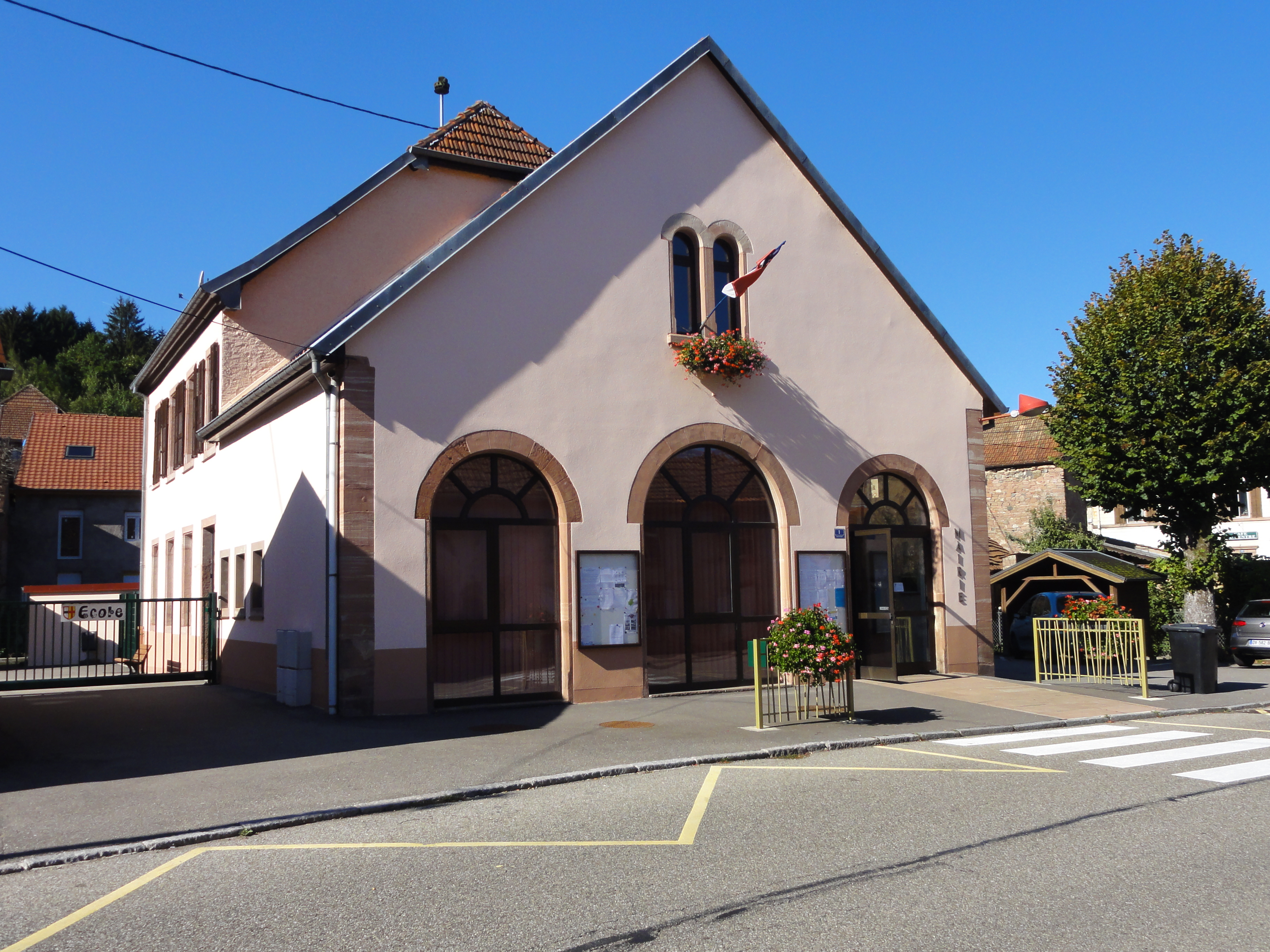
Mairie.
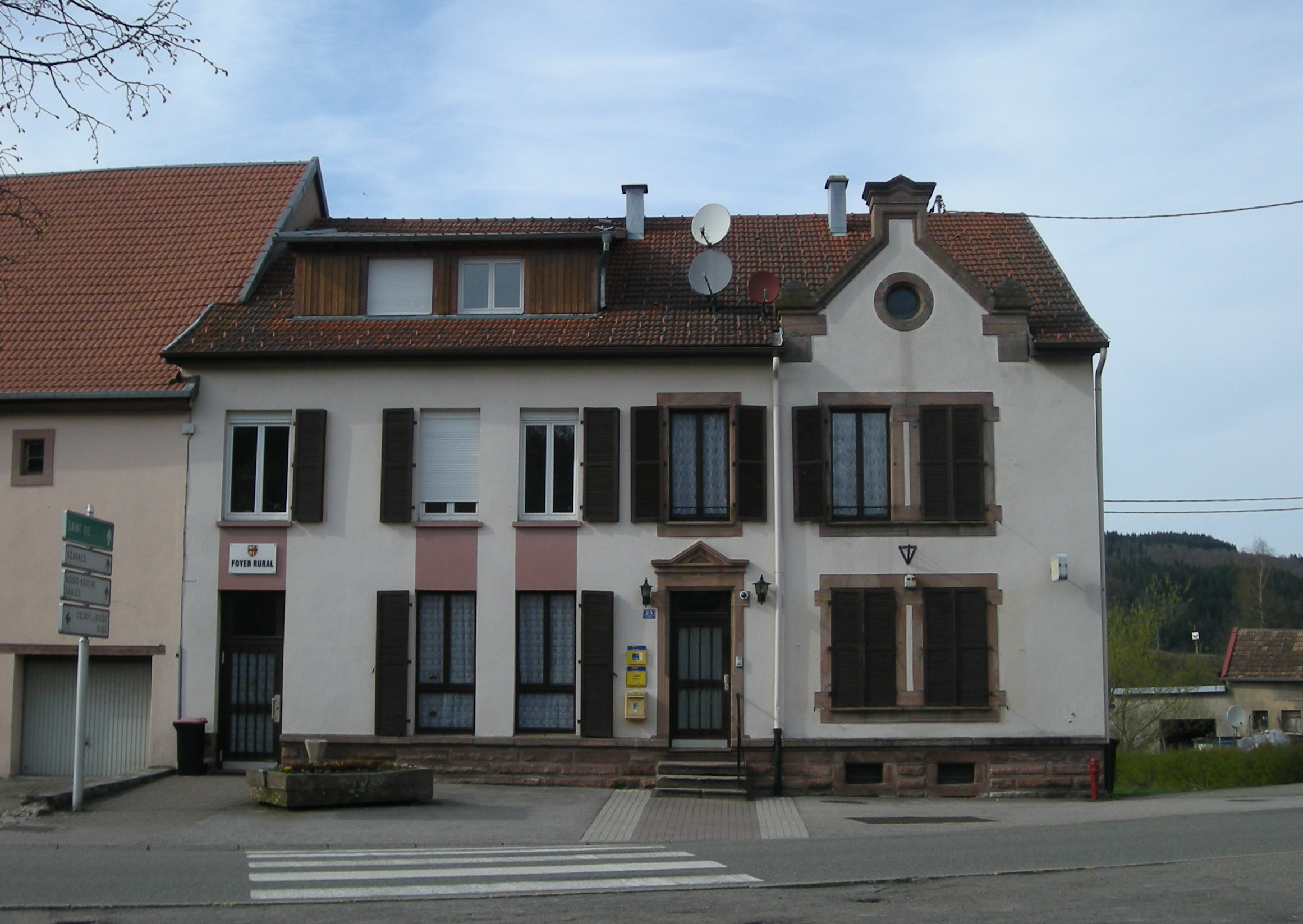
Foyer rural et Poste.
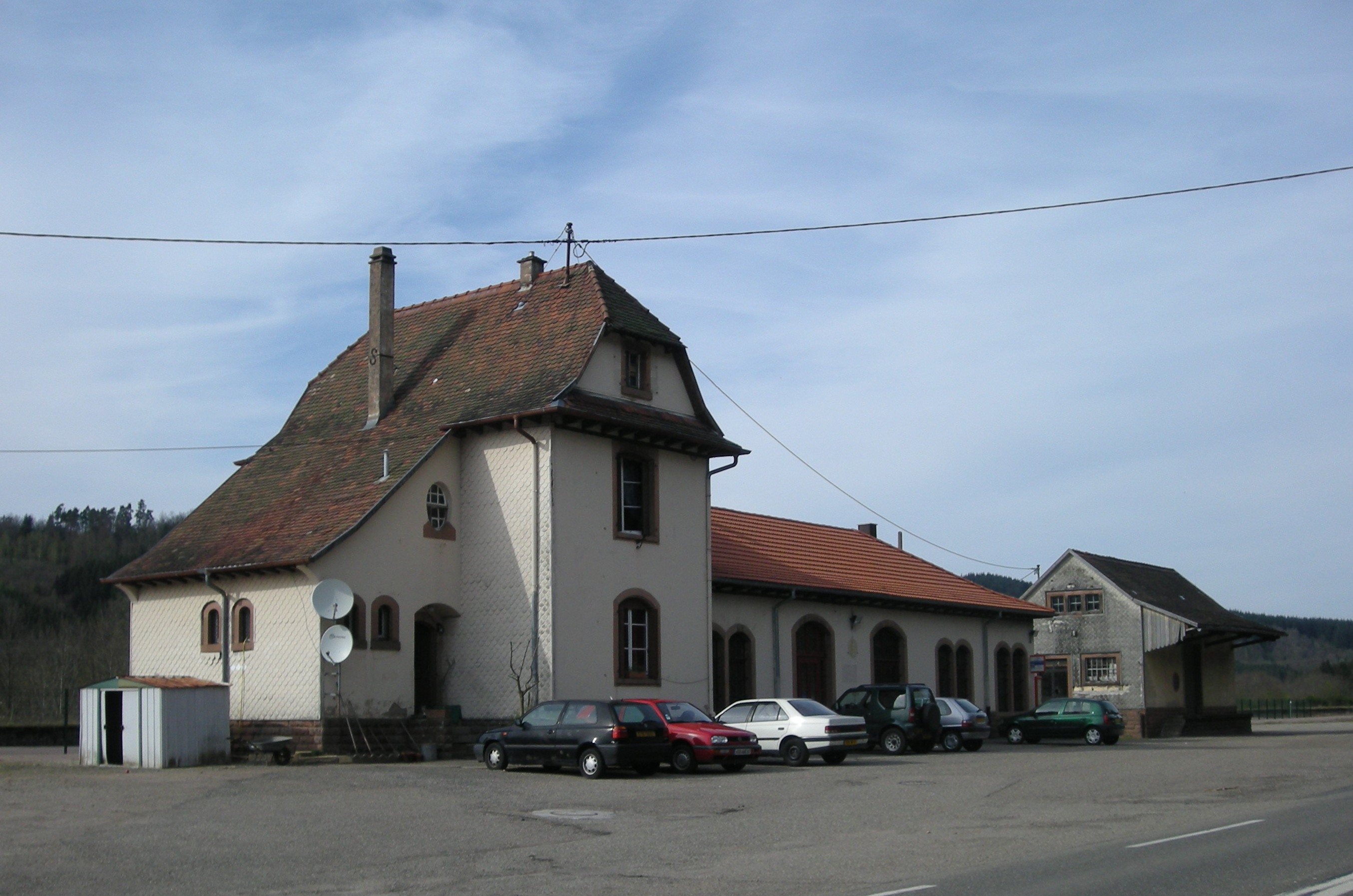
Gare.
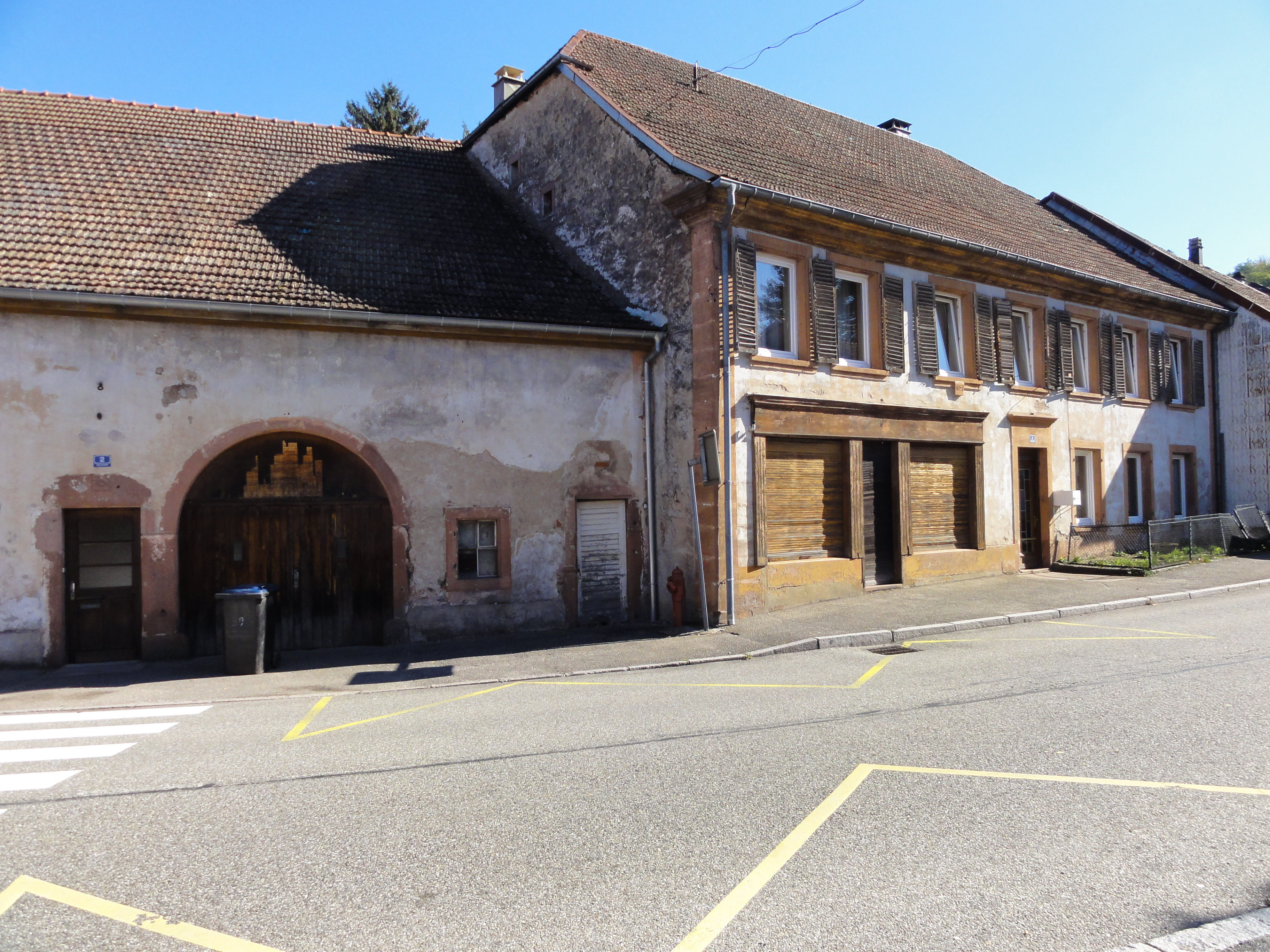
Ancienne ferme, 2-4 route de Colroy-la-Roche.

### Héraldique
| Blason de Saint-Blaise-la-Roche | Blason  | Parti : au premier d'argent à la fasce de sinople, à la bordure de gueules, au second d'or à la croix de gueules. |
| Blason de Saint-Blaise-la-Roche | Détails | |